# دافيد سيمينارا
دافيد سيمينارا (من مواليد 5 يوليو 1998) هو لاعب في إيطاليا  كرة القدم. يلعب لصالح  ماتيليكا.

## مسيرة النادي

### إمبولي
سيمينارا هو نتاج  امبولي فرق الشباب. ظهر مرة واحدة على مقاعد البدلاء مع الفريق الأول في ديسمبر 2016 في مباراة ضد  أتالانتا.

#### قرض براتو
في 27 يوليو 2018، انضم Seminara إلى نادي الدوري الإيطالي الدرجة الثالثة  براتو على سبيل الإعارة لمدة موسم. في 5 نوفمبر، ظهر لأول مرة في دوري الدرجة الأولى الإيطالي في بطولة براتو. بديل يحل محل Andrea Badan بعد ساعة من اللعب ضد نادي بياتشينزا. لعب أول مباراة له في 26 نوفمبر كبداية لبراتو، الفوز 1-0 على أرضه  أولبيا، تم استبداله بأندريا بادان بعد 68 دقيقة.  بعد أسبوعين، في 10 ديسمبر، لعب دوره الأول والوحيد بالكامل مباراة براتو، هزيمة 1-0 على أرضه ضدPontedera  في 21 يناير 2018، سجل سيمينارا هدفه الاحترافي الأول في الدقيقة 21 من فوز 2–0 على أرضهCuneo. أنهى سيمينارا إعارته لموسم كامل إلى براتو بـ20 مباراة وهدف واحد، ومع ذلك هبط النادي إلى الدوري الإيطالي الدرجة الرابعة.

#### قرض لريجينا
في 11 تموز (يوليو) 2018، انضمت Seminara إلى نادٍ آخر الدوري الإيطالي الدرجة الثالثة نادي ريجينا لموسم 2018-19 بأكمله. بعد خمسة أشهر تقريبًا، في 2 ديسمبر، ظهر لأول مرة في دوري الدرجة الثالثة مع ريجينا في فوز 3-2 على أرضه على  Rieti، استبدل بـ Leonardo Mastrippolito في الدقيقة 55. بعد أسبوع واحد، في 9 ديسمبر، لعب سيمينارا أول مباراة كاملة له مع النادي، بفوزه 2–1 خارج أرضه على سيكولا ليونزيو. أنهى سيمينارا إعارته لمدة موسم إلى Reggina بـ 8 مشاركات فقط، بما في ذلك 7 كمبتدئين، لكنه لعب مباراة واحدة فقط وبقي بديلاً غير مستخدم لـ 17 تطابق آخر.

### البيانو
في 29 يوليو 2019، انضم سيمينارا إلى نادي الدوري الإيطالي الذي تمت ترقيته حديثًا  Pianese مقابل رسوم غير معلنة. تشغيل 25 أغسطس ظهر لأول مرة مع النادي كبديل ليحل محل إميليو دييرنا في الدقيقة 67 من الهزيمة 2-0 خارج أرضه ضدPro Vercelli.  بعد ستة أيام، في 31 أغسطس لعب أول مباراة له كلاعب أساسي مع النادي، فوز 1–0 على أرضه على  Arezzo، استبدل بـ Simone Ambrogio بعد 76 دقيقة. بعد ثمانية أيام، في 8 سبتمبر، لعب سيمينارا أول مباراة كاملة له مع بيانيز، في الساعة 4– 0 فوز خارج الأرض على  جيانا إرمينيو. في نهاية الموسم، هبط النادي إلى دوري الدرجة الثانية بعد خسارة مباريات الملحق ضدنا برجوليتيس 1932| برجوليتيس.

### ماتيليكا
في 12 أغسطس 2020، انضمت سيمينارا إلى فريق الدوري الإيطالي الذي تمت ترقيته حديثًا  Matelica مقابل رسوم غير معلنة. في 23 سبتمبر 2020، قبل بدء الموسم، تعرض  إصابة الرباط الصليبي الأمامي في بلده الركبة اليسرى ومن المتوقع عدم اللعب في موسم 2020–21.